# Areca nigasolu
Areca nigasolu är en enhjärtbladig växtart som beskrevs av Odoardo Beccari. Areca nigasolu ingår i släktet Areca och familjen Arecaceae. Inga underarter finns listade i Catalogue of Life.